# Nzanga Mobutu
Nzanga Mobutu (nacido el 24 de marzo de 1970 en Kinshasa) es un político congoleño, hijo mayor del expresidente Mobutu Sese Seko y su segunda esposa Bobi Ladawa. Es el actual presidente de la Unión de los Demócratas Mobutistas (UDEMO), partido político que fundó en 2007 como sucesor del Movimiento Popular de la Revolución (MPR) de su padre. Sirvió en el gobierno de la República Democrática del Congo bajo la presidencia de Joseph Kabila entre 2007 y 2011, inicialmente como Ministro de Estado para Agricultura y posteriormente como Viceprimer Ministro de Necesidades Sociales Básicas y Viceprimer Ministro de Trabajo, Empleo y Seguridad Social. Fue despedido del gobierno en marzo de 2011.

## Antecedentes
Nzanga Mobutu es el hijo mayor de Mobutu Sese Seko y su segunda esposa, Bobi Ladawa Mobutu. Creció en Bélgica, donde asistió a instituciones educativas internacionales. Más tarde, estudió relaciones internacionales y comunicaciones en Canadá y Francia, obteniendo un título en la American University of Paris. Durante la década de 1990, trabajó como portavoz y asesor de comunicaciones de su padre. Además, fue presidente del consejo de administración del Banco Soza, una institución financiera estatal. En mayo de 1997, huyó al exilio en Marruecos junto a su familia después de que el régimen de su padre fuera derrocado por las fuerzas rebeldes lideradas por Laurent-Désiré Kabila.
Nzanga está casado con Catherine Bemba, hija del empresario Jeannot Bemba Saolona. Juntos tienen tres hijos: Nyiwa, Bobi y Sese.

## Actividades empresariales
En 1998, Nzanga, junto con su madre Bobi Ladawa Mobutu, creó la "Fundación Mobutu", una organización destinada a ayudar a jóvenes africanos a desarrollar su potencial. Posteriormente, fundó Aries Communication, una empresa de comunicaciones con sede en Marruecos, y colaboró con Casa Agrícola Solear, una empresa portuguesa de agricultura y ganadería. Además, fue miembro del think tank Renaissance en Bélgica.

## UDEMO en Équateur
Nzanga Mobutu, junto con su hermano Giala, fundó la Unión de los Demócratas Mobutistas (UDEMO) en 2003 como una organización no gubernamental. En 2006, UDEMO se convirtió en un partido político formal. Su objetivo principal es promover la paz, la unidad nacional y el desarrollo económico, inspirándose en los ideales del Movimiento Popular de la Revolución (MPR) de su padre. El partido tiene una fuerte base de apoyo en la provincia de Équateur, donde se encuentra la ciudad natal de la familia Mobutu, Gbadolite.

## Elecciones presidenciales de 2006
En las elecciones presidenciales de 2006, Nzanga Mobutu se presentó como candidato, obteniendo el cuarto lugar con el 4,8 % de los votos. Tras la primera vuelta, formó una coalición política con el presidente en funciones, Joseph Kabila, para garantizar apoyo electoral en la región de Équateur. Este acuerdo le permitió ocupar un puesto en el gobierno como Ministro de Estado para Agricultura.

## Cargos gubernamentales
Nzanga Mobutu ocupó varios cargos importantes en el gobierno de Joseph Kabila:
- Ministro de Estado para Agricultura (2007-2008): Encargado de revitalizar el sector agrícola y mejorar la seguridad alimentaria.
- Viceprimer Ministro de Necesidades Sociales Básicas (2008-2010): Se centró en mejorar el acceso a servicios esenciales como la salud, la educación y el agua potable.
- Viceprimer Ministro de Trabajo, Empleo y Seguridad Social (2010-2011): Promovió políticas de empleo y derechos laborales.
En marzo de 2011, fue destituido por Joseph Kabila, quien lo acusó de inactividad prolongada y ausencia injustificada desde noviembre de 2010.

## Años recientes
Tras su salida del gobierno, Nzanga dividió su tiempo entre Marruecos y Europa, dedicándose a actividades empresariales y políticas. En las elecciones de 2018, apoyó al candidato opositor Martin Fayulu. En enero de 2023, regresó al Congo para reafirmar su liderazgo en UDEMO y anunció su apoyo al presidente Félix Tshisekedi en las elecciones programadas para diciembre de 2023. También expresó su deseo de repatriar los restos de su padre desde Marruecos.

## Resultados electorales
| Año  | Partido                            | Votos   | %     | Posición |
| ---- | ---------------------------------- | ------- | ----- | -------- |
| 2006 | Unión de los Demócratas Mobutistas | 808,397 | 4,8 % | 4.º      |
| 2011 | Unión de los Demócratas Mobutistas | 285,273 | 1,6 % | 6.º      |